# Pamiso (divinità)
Pamiso (in greco antico: Πάμισος?, Pámisos), nella mitologia greca, è l'eponima divinità fluviale del Pamiso, che scorre presso Messene.
Secondo Pausania, nell'antichità il dio Pamiso veniva onorato dai messeni con un sacrificio annuale – il culto fu istituito dal sovrano Sibota, figlio di Dotade – e venerato presso un tempio in cui venivano portati i bambini bisognosi di cure mediche, ubicato alle sorgenti del fiume, che all'epoca era navigabile.
Il santuario, situato nelle vicinanze dell'odierno villaggio di Agios Floros (Arfara, Calamata), fu oggetto negli anni Trenta di uno scavo da parte dell'archeologo svedese Natan Valmin. Le iscrizioni dedicatorie ivi rinvenute, che testimoniano il culto di Pamiso, sono state datate al II secolo a.C., mentre un rilievo raffigura il dio con le sembianze di un toro.